# Palpita hyaloptila
Palpita hyaloptila is een vlinder uit de familie van de grasmotten (Crambidae), uit de onderfamilie van de Spilomelinae. De wetenschappelijke naam van deze soort is voor het eerst voorgesteld als Margaronia hyaloptila door Alfred Jefferis Turner in een publicatie uit 1915.
De spanwijdte bedraagt ongeveer 3 centimeter.
De soort komt voor in Australië (Queensland).